# Jacobismo
El jacobismo fue un movimiento político que intentaba conseguir la restauración en los tronos de Inglaterra, Escocia, e Irlanda de la católica Casa de Estuardo (incluso con posterioridad a 1707, cuando ambos títulos se unieron de facto en el trono del Reino Unido por medio del Acta de Unión). El movimiento toma su nombre del rey católico Jacobo II, destronado en 1688 (durante la Revolución Gloriosa) y reemplazado por su yerno e hija protestantes: Guillermo de Orange, que reinó como Guillermo III, y María Estuardo, coronada como María II. De acuerdo con el Parlamento de Inglaterra, Jacobo había «abandonado» el trono inglés, decisión que fue compartida por la Convención escocesa, que otorgó a Guillermo y María la corona de Escocia.
La revolución creó el principio de un contrato entre monarca y pueblo, que de llegar a violarse significaba que el monarca podía ser destituido de su cargo. Un principio clave del jacobismo era que los reyes eran designados por Dios, lo que convertía al régimen posterior a 1688 en ilegítimo. Sin embargo, funcionaba también como una válvula de escape del descontento popular y por lo tanto constituyó una compleja mezcla de ideas, muchas de las cuales eran rechazadas por los Estuardo mismos. El conflicto entre el Príncipe Carlos y los jacobitas escoceses a causa de las Actas de Unión de 1707 y el derecho divino socavaron seriamente la rebelión de 1745.
El movimiento tuvo lugar entre 1688 y 1780, y fue apoyado e incitado por las monarquías católicas francesa y española. Se hallaba implantado sobre todo en Irlanda y en las Tierras Altas de Escocia (Highlands) que fueron escenario de numerosas revueltas. Más marginalmente, el jacobitismo disponía igualmente de un cierto número de partidarios en el norte de Inglaterra y en el País de Gales. Los jacobitas, especialmente bajo el liderazgo de Guillermo III y la reina Ana, podían ofrecer una alternativa efectiva a la corona, y la corte exiliada en Francia (y posteriormente en Italia) era a menudo frecuentada por soldados y políticos descontentos. Después de 1714, el monopolio del poder en manos de los Whigs llevó a muchas intrigas entre jacobitas y tories.

## Historia

### Antecedentes
En la Inglaterra del siglo XVI, el rey Enrique VIII y su hija, Isabel I, rechazan la autoridad papal y se proclaman jefes de la nueva Iglesia Anglicana (protestante), esto es, la cabeza de la Iglesia es el rey de Inglaterra en lugar del Papa de Roma. Entre ambos reinados, María I, hija de Catalina de Aragón, restauró brevemente el catolicismo oficial, que quiso afianzar contrayendo matrimonio con Felipe II de España, también católico, aunque no tuvieron descendencia.
El tradicional enfrentamiento entre los reinos de Escocia e Inglaterra se manifestó en el siglo XVII con la Guerra de los Obispos, entre 1639 y 1640. Al poco, 1649, Carlos I de Inglaterra, Escocia e Irlanda, de la Casa Estuardo, es destronado y decapitado cuando triunfa el  movimiento iniciado por Oliver Cromwell, parlamentario británico y líder militar. Cromwell se erige como dictador con el título de lord protector de la Commonwealth de Inglaterra, Escocia e Irlanda. Cuando muere Oliver Cromwell, en 1658, le sucede su hijo, Richard Cromwell, que tuvo que dimitir al año siguiente. Se restaura la monarquía en la persona de Carlos II, hijo de Carlos I y, por tanto, Estuardo, con los títulos de rey de Inglaterra, Escocia e Irlanda. Carlos II abrazaría el catolicismo en su lecho de muerte, siendo el primer monarca católico en Inglaterra desde María I. A su muerte en 1685 le sucede su hermano, Jacobo II y VII, también católico y de la Casa Estuardo, que reinaría como monarca de Inglaterra, Escocia e Irlanda.

### El destronamiento de Jacobo II
En Inglaterra tiene lugar la Revolución Gloriosa en 1688, que da como resultado el destronamiento de Jacobo II y VII y su sustitución por María II de Inglaterra, con el título de reina de Inglaterra, Escocia e Irlanda, en 1689, de la Casa de los Estuardo e hija de Jacobo II y VII pero de religión protestante. María II reinaría hasta 1694 y le sucedería su marido Guillermo, perteneciente a la Casa de Orange-Nassau. Jacobo II y VII muere en 1701 y Guillermo III reinaría en Inglaterra, Escocia e Irlanda hasta 1702. 
Después de la huida del rey Jacobo a Francia como consecuencia de la Revolución Gloriosa, intentó en reiteradas ocasiones retornar a su país. Por un lado, contaba con el apoyo de los irlandeses por su afinidad religiosa, al igual que varios clanes de las Tierras Altas (Highlands) de Escocia. Apenas un año después de su salida, regresó (ayudado por franceses y mercenarios católicos) con un ejército a Irlanda, pero fue derrotado el 1 de julio de 1690 en la Batalla del Río Boyne. Los irlandeses disponían de una excelente caballería que se vio menguada por la fuerte superioridad artillera de los ingleses. El rey Jacobo derrotado se vio obligado a regresar nuevamente a Francia.
En 1702 reinará Ana I como reina de Inglaterra, Irlanda y Escocia, y, en 1707, Inglaterra y Escocia pasan a llamarse Reino Unido, perdiendo Escocia ese trato de Estado independiente y pasando recibir el título de Ana de la Gran Bretaña e Irlanda. Ana era de la Casa Estuardo e hija de Jacobo II y VII. Ana era protestante y no estaba considerada por los jacobitas la "legítima heredera" de entre los hijos que había tenido Jacobo II y VII. Los jacobitas se inclinaban por otro hijo; Jacobo Francisco Eduardo Estuardo, el cual defendía con ahínco la causa católica. De cualquier manera, las leyes de sucesión vigentes en las islas británicas eran claras al dar preferencia al hijo varón sobre sus hermanas.

## Levantamientos jacobitas
La causa siguió provocando durante largos años perturbaciones de todo tipo en la vida de Gran Bretaña. Los escoceses jacobitas se vieron envueltos en una cruenta guerra civil, siendo una de las principales razones naturalmente la causa jacobita. Sin embargo, los jacobitas nunca pudieron consolidar en forma militar el gran apoyo que encontraron entre los países continentales. Entre los países que apoyaban la causa jacobita se encontraba España, que colaboró militarmente de modo tímido en la Batalla de Glenshiel de 1719.
Hubo levantamientos jacobitas en 1715, 1719 y 1745, este último especialmente importante. Tras cada uno, hubo exiliados escoceses e irlandeses que se repartieron por Francia (Nantes en especial), España (Cádiz en especial) y en menor número en Suecia. Muchos de ellos desempeñaron altos cargos en la administración del estado español. A la muerte del último heredero, el cardenal Enrique IX, los derechos dinásticos fueron recibidos por un lejano pariente, el rey Carlos de Saboya. Todos los varones pretendientes al "Trono Unificado" fallecieron, de modo que la herencia jacobita se perpetuó por linaje femenino.

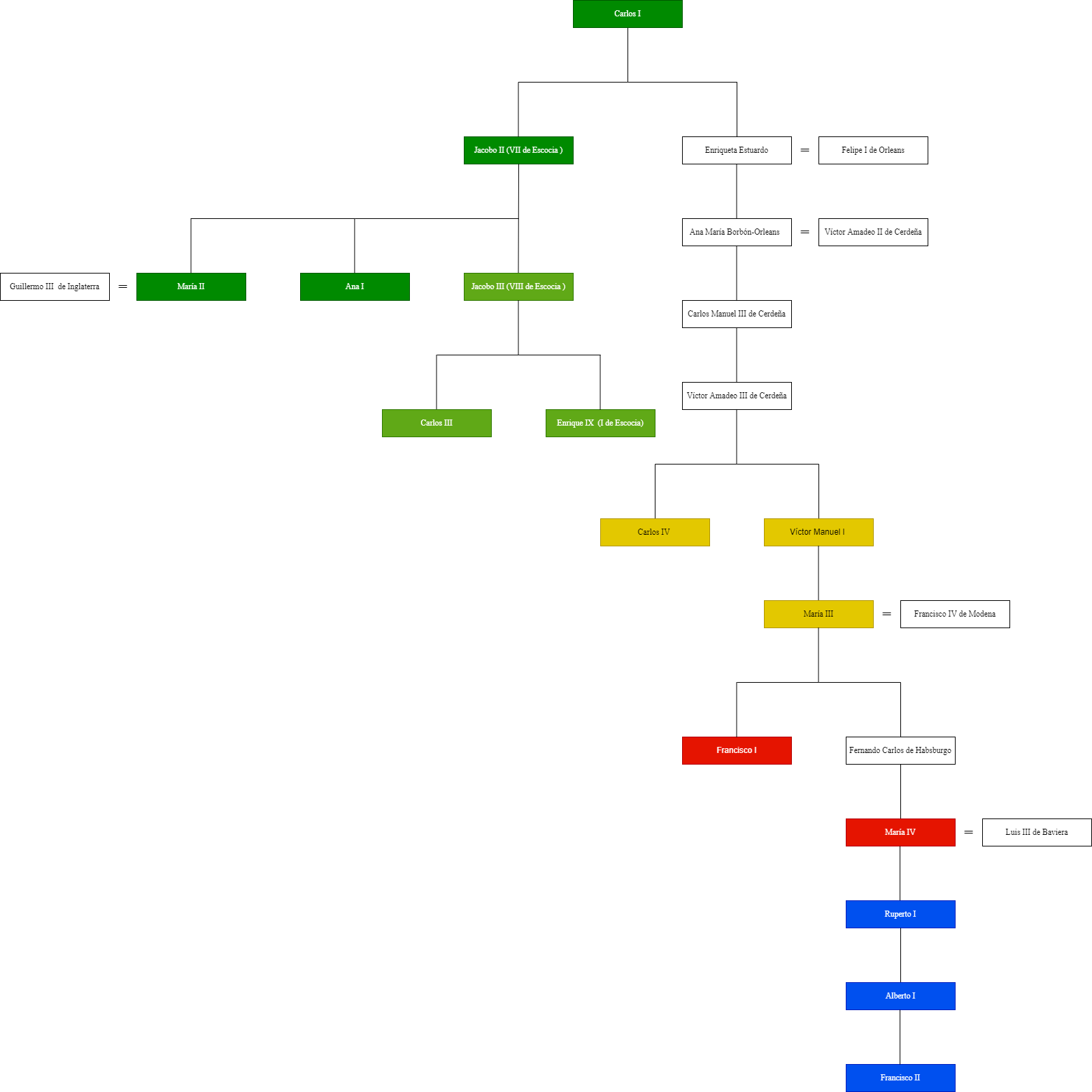
Verde: Reyes de Inglaterra y Escocia ; Verde Claro: Pretendientes de la Casa Estuardo; Amarrillo: Pretendientes de la Casa de Saboya; Rojo: Pretendientes de la Casa Habsburgo-Este; Azul: Pretendientes de la Casa Wittelsbach

## Pretendientes jacobitas

### Casa de Estuardo
- 1689-1701: Jacobo II y VII. Rey de Inglaterra y Escocia.
- 1701-1766: Jacobo III y VIII. Hijo de anterior.
- 1766-1788: Carlos III. Hijo del anterior.
- 1788-1807: Enrique IX y I. Duque de York y cardenal de la Iglesia católica, y hermano del anterior.

### Casa de Saboya
- 1807-1819: Carlos IV. Rey de Cerdeña (Carlos Manuel IV) y tataranieto de la princesa Enriqueta de Inglaterra y Escocia (hermana de Jacobo II).
- 1819-1824: Víctor I. Rey de Cerdeña (Víctor Manuel I) y hermano del anterior.
- 1824-1840: María III y II. Hija del anterior.

### Casa de Habsburgo-Este
- 1840-1875: Francisco I. Duque de Módena (Francisco V) y hijo de la anterior.
- 1875-1919: María IV y III. Sobrina del anterior.

### Casa de Wittelsbach
- 1919-1955: Ruperto I y IV. Hijo de la anterior.
- 1955-1996: Alberto I. Hijo del anterior
- 1996-Actualidad: Francisco II. Hijo del anterior

## Apoyos en las islas británicas

### Jacobitas escoceses
En Escocia los jacobitas siguieron activos hasta 1745. 
En Escocia es donde se produjo la mayor cantidad de levantamientos apoyados por el Joven Pretendiente.

### Jacobitas irlandeses
En Irlanda Jacobo II recibió apoyo jacobita hasta 1690.